# Neomochtherus albicans
Neomochtherus albicans là một loài ruồi trong họ Asilidae. Neomochtherus albicans được Loew miêu tả năm 1849. Loài này phân bố ở vùng Cổ Bắc giới và châu Á.